# Verbena simplex
Verbena simplex là một loài thực vật có hoa trong họ Cỏ roi ngựa. Loài này được Lehm. miêu tả khoa học đầu tiên năm 1825.